# Westzaandam
Westzaandam was tot in de negentiende eeuw de benaming voor de bebouwing ten westen van de Zaan nabij de Dam. Aan de overzijde van deze dam met sluizen lag het dorp Oostzaandam.

## Geschiedenis
Westzaandam was een dorp dat tot 1795 behoorde tot de Banne van Westzanen. Tijdens de Franse Tijd in Nederland tussen 1795 en 1811 was het een zelfstandige municipaliteit onder burgerbestuur van maire Hendrik Christiaan Göbel. Op 21 oktober 1811 werd een decreet uitgevaardigd waardoor per 1 januari 1812 Oost- en Westzaandam werden samengevoegd tot de gemeente Zaandam. Sinds 1974 valt het gebied onder de gemeente Zaanstad.
Westzaandam had geen eigen wapen, maar voerde dat van Westzanen.